# محمد علی شاکر
محمد علی شاکر (انگلیسی: Mohammed Ali Shaker؛ زادهٔ ۲۷ آوریل ۱۹۹۷) بازیکن فوتبال اهل امارات متحده عربی است.
از باشگاه‌هایی که در آن بازی کرده‌است می‌توان به باشگاه فوتبال عجمان امارات اشاره کرد.
وی همچنین در تیم ملی فوتبال امارات متحده عربی بازی کرده‌است.